# 沃佳內 (德沃里奇納市鎮)
49°56′25″N 37°34′50″E / 49.94028°N 37.58056°E
沃佳內（烏克蘭語：Водяне）是位於烏克蘭東部的村莊，由哈爾科夫州庫皮揚斯克區的德沃里奇纳市镇負責管轄。該村始建於1700年，面積0.24平方公里，海拔高度166米，2001年人口75，人口密度每平方公里307.4人。